# Niagara Falls (Kanada)

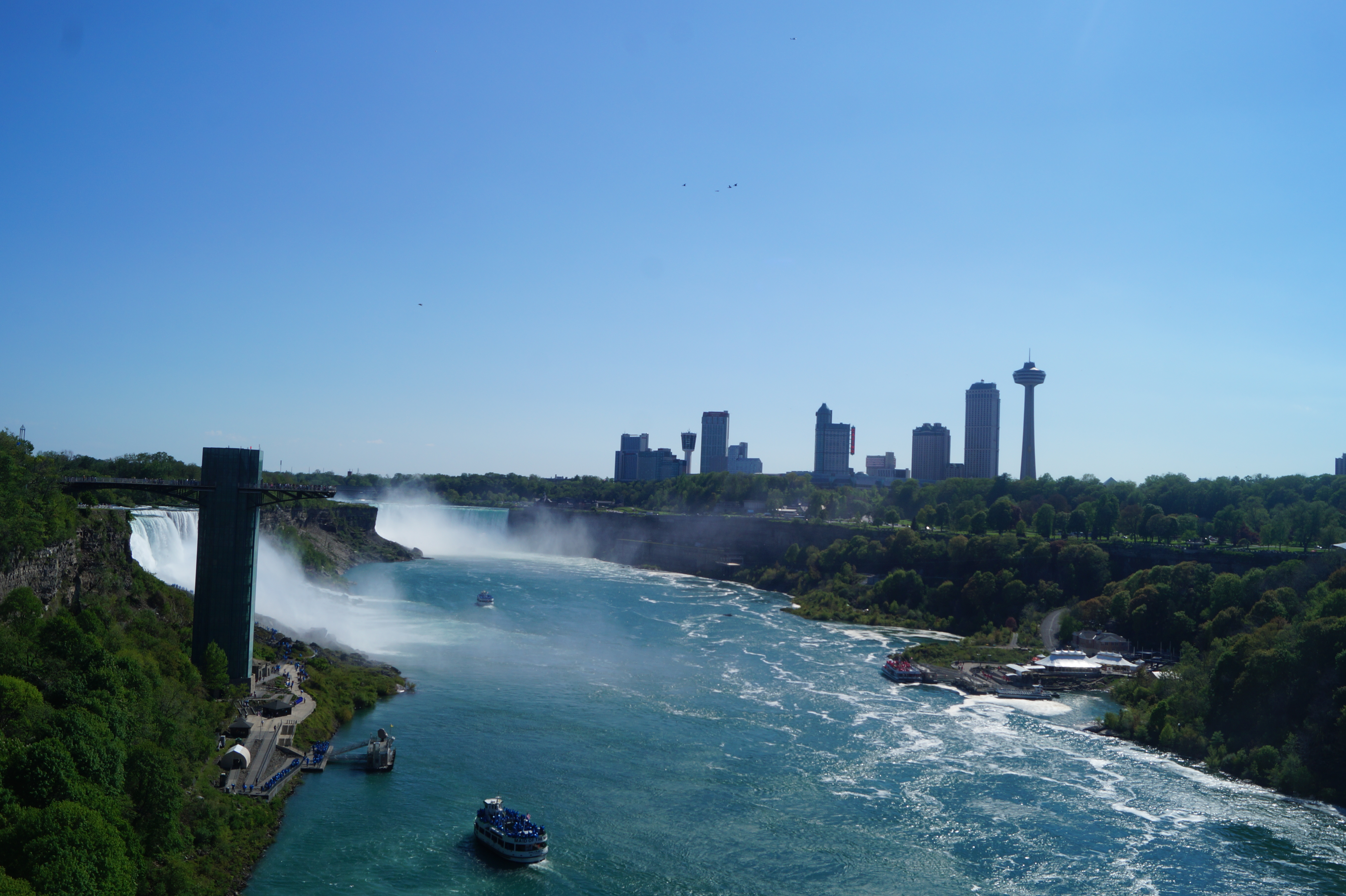
Widok na Niagara Falls z mostu granicznego między USA a Kanadą

Niagara Falls – miasto w Kanadzie, w prowincji Ontario, w regionie Niagara, nad rzeką Niagara, która tworzy granicę między Kanadą i USA. Po drugiej stronie rzeki znajduje się amerykańskie miasto o tej samej nazwie w stanie Nowy Jork.
Wodospad Niagara, leżący niedaleko centrum miasta, przyciąga co roku
setki tysięcy turystów z całego świata.
Liczba mieszkańców Niagara Falls w 2006 roku wynosiła 82 000. Język angielski jest językiem ojczystym dla 78,2%, francuski dla 2,5% mieszkańców (2006).
W mieście rozwinął się przemysł chemiczny, spożywczy, metalowy oraz szklarski.